# Iain Hamilton Grant
Iain Hamilton Grant (Bristol, 21 de noviembre de 1963) es un filósofo británico. Es profesor titular en la Universidad del Oeste de Inglaterra (University of the West of England) en Bristol, Reino Unido. Sus intereses de investigación incluyen la ontología y la metafísica, la metafilosofía, la filosofía europea poskantiana, el idealismo alemán (especialmente Schelling), la filosofía de la tecnología, la filosofía del arte y la filosofía de la naturaleza. Es particularmente conocido por su asociación con la corriente filosófica contemporánea conocida como realismo especulativo, una de las subcorrientes del realismo poscontinental.

## Pensamiento y carrera intelectual
Grant escribió su tesis doctoral sobre Kant y Lyotard en el Departamento de Filosofía de la Universidad de Warwick. Mientras estuvo allí, formó parte de la Unidad de Investigación de Cultura Cibernética (CCRU), donde se relacionaría con figuras tales como Nick Land, Reza Negarestani y Ray Brassier, entre otros. Junto a Brassier, Graham Harman, Quentin Meillassoux, Markus Gabriel y Maurizio Ferraris, Grant es de los rostros más visibles y reconocibles del realismo poscontinental, todos ellos interesados en defender el realismo filosófico frente al idealismo, expresado bajo los avatares de la fenomenología, el posmodernismo filosófico, el deconstruccionismo, filosofías solidarias con el correlacionismo: la idea de que hay una relación de imbricación indisociable entre ser y pensamiento. Junto al nuevo experimentalismo, son de las tendencias filosóficas más recientes, y ambas comparten, entre sus intereses, el desbaratar la división fuerte entre filosofía analítica y filosofía continental.
En sus inicios Grant fue conocido como traductor de los destacados filósofos franceses Jean Baudrillard y Jean-François Lyotard. Su despegue como filósofo original no llegaría hasta la publicación de su libro Philosophies of Nature after Schelling (2006), en el cual critica enérgicamente los repetidos intentos de "revertir el platonismo", argumentando que, en su lugar, valdría la pena una reversión del kantismo. Es muy crítico con la reciente prominencia de la ética y el vitalismo en la filosofía continental, enfoque solidario con la viciosa doctrina del antropocentrismo: el privilegio indebido del ser humano frente al resto de entidades constituyentes de la realidad. Contra estas tendencias, Grant aboga por un tratamiento renovado del reino inorgánico, uniéndose a las tendencias novomaterialistas de autores solidarios con el realismo poscontinental, tales como Rosi Braidotti, Manuel de Landa o Karen Barad.
En razón de su búsqueda por un enfoque de investigación filosófica que aleje sus reflectores de la escala antrópica, Grant ve en Platón y Friedrich Wilhelm Joseph Schelling aliados de primer nivel entre las figuras filosóficas clásicas, así como a Gilles Deleuze entre los filósofos contemporáneos; manteniendo una sana distancia de figuras como Aristóteles y Kant, pues identifica en ellos la tendencia histórica de la filosofía a reducir la realidad (y su consiguiente estudio) a su expresividad para los humanos.

## Selección de textos

### Obras originales
- Brasier, R., Grant, I. H., & Meillassoux, Q. (2007). Speculative Realism. (R. Mackay, Ed.) Collapse, III, 307–450.
- Dunham, J., Grant, I. H., & Watson, S. (2014). Idealism. The History of a Philosophy. London and New York: Routledge.
- Grant, I. H. (2006). Philosophies of Nature After Schelling. Continuum.
- Lister, M., Dovey, J., Giddings, S., Grant, I. H., & Kelly, K. (2007). New media: A critical introduction. Routledge.

### Traducciones al inglés
- Baudrillard, J. (1993). Symbolic Exchange and Death. (I. H. Grant, Trans.) London: Sage.
- Lyotard, J.-F. (1993). Libidinal Economy. (I. H. Grant, Trans.) Bloomington: Indiana University Press.